# Malone stirbt
Malone stirbt (frz. Malone Meurt, engl. Malone Dies) ist ein Roman von Samuel Beckett. Er wurde erstmals 1951 in französischer Sprache veröffentlicht und später vom Autor selbst ins Englische übertragen. 

## Einordnung
Malone stirbt bildet den zweiten Teil einer von Beckett als Trilogie bezeichneten Romanreihe, die mit Molloy beginnt und mit Der Namenlose endet. Es besteht jedoch keine direkte Wiederanknüpfung an Molloy, weder in Hinblick auf die Handlung noch auf die Charaktere. Der Name der Titelfigur Malone beruht auf der sprachspielerischen Kontraktion von M alone (M allein). Bewegen sich Molloy und Moran noch in der Außenwelt, so findet das Leben des sterbenden Malone nur noch in der Innenwelt seines Zimmers statt. Entsprechend der Situation ist auch der Bewegungsspielraum des Protagonisten eingeschränkt. Der Prozess des Sterbens ist eine zunehmende Abwanderung ins eigene Ich. Passivität und Kontemplation bestimmen den Protagonisten bis zu seinem Tod.

## Handlung
Die Handlung ist extrem spärlich: Malone liegt im Sterben, kann nur noch seinen Kopf und eine Hand bewegen und macht sich Gedanken über sich selbst und die Welt um ihn herum. An äußerer Handlung geschieht fast nichts, doch innerlich reflektiert Malone ausführlich die Themen, die ihn bewegen: sein Körper (insbesondere dessen Sexualität, Handicaps und den Ekel davor), seine Sinn- und Gottessuche, die Einsamkeit und den Tod. Während Malone vor sich hin räsoniert, erzählt er sich selbst Geschichten, für die er das Leben der Familie Saposcat und die Geschehnisse im Hospital St. John of God erfindet.

## Rezension
„In dieser Trilogie deutet sich schon an, was in „Warten auf Godot“ ausbricht, die eigene Zeit des Wartens in der Welt. […] Der zweite, „Malone stirbt“, hebt schon energischer an: „Ich werde endlich doch bald ganz tot sein. Vielleicht nächsten Monat. Es wäre dann April oder Mai. Denn das Jahr ist kaum vorgerückt, tausend kleine Anzeichen sagen es mir.“ […] Beckett lebte in Paris, als er dies niederschrieb, sein Brot verdiente er sich mit Übersetzungen. Nicht nur in seinen Arbeiten war Beckett ein Meister der Abwesenheit und Reduktion.“